# Trác Y Đình
Trác Y Đình (Chữ Hán 卓依婷; tiếng Anh: Timi Zhuo Yi-Ting) (sinh 2 tháng 10 năm 1981), là một ca sĩ, nhạc sĩ và diễn viên người Đài Loan. Sinh ra tại Tân Trang, cô đã thu rất nhiều album và ca khúc bằng cả hai thứ tiếng Quan Thoại và Đài Loan. Đôi khi cũng có những album bằng tiếng Quảng Đông.

## Tiểu sử
Thời ấu thơ, Y Đình thường xem ca nhạc trên kênh MTV. Cứ mỗi ca khúc nghe được cô lại ngâm nga theo giai điệu của bài hát. Một ngày một người bạn của cha cô đến chơi nhà trong khi Y Đình đang ngâm nga theo từng giai điệu bài hát người bạn kia của cha cô nghe được liền kiến nghị cô tham gia vào giới giải trí, ông ấy cảm thấy Y Đình hát rất tuyệt, vì vậy kiến nghị cha cô để cô đi học hát
1994 cô ký hợp đồng với Tập đoàn Ước Hải Lệ, chính thức thành ca sĩ chính thức của công ty Hải Lệ
Năm 2000, trên mạng bỗng nhiên xuất hiện thông tin nữ ca sĩ nổi tiếng Trác Y Đình qua đời trong một tai nạn ô tô thảm khốc khiến dư luận Đài Loan vô cùng bàng hoàng.Tuy nhiên, vài ngày sau đó, người ta mới phát hiện ra, nạn nhân xấu số thật sự không phải là Trác Y Đình, mà là một nữ nghệ sĩ khác ít tên tuổi hơn là Trác Nhất Đình (Trác Nhất Đình được phát âm gần giống với Trác Y Đình).

## Đời sống cá nhân

### Gia đình
Gia đình của Trác Y Đình có: cha (đã khứ thế), mẹ, em trai, cha mẹ đều là người Tuyền Châu, tỉnh Phúc Kiến, Trung Quốc.

### Tình cảm
Ngày 29 tháng 6 năm 2016, Trác Y Đình công bố trên mạng xã hội Tân Lãng Vi Bác của Trung Quốc rằng mình đã bí mật đăng kí kết hôn vào 3 năm trước. Ngoài việc quản lí sự nghiệp biểu diễn nghệ thuật, gia đình chính là thứ Trác Y Đình say đắm nhất, cô có gia đình hạnh phúc viên mãn với ông xã Chung Bỉnh Hạo (钟炳浩) và con gái Chung Vũ Đồng (钟雨彤). Ngày 24 tháng 07 năm 2016, hôn lễ cử hành tại Đài Bắc, và trên sân đài Trác Y Đình diễn xướng các ca khúc "Ít nhất còn có anh" (至少还有你), ca khúc Đài ngữ "Sau nhà" (家后).